# Оскар Ромм
Оскар «Оссі» Ромм (нім. Oskar «Ossi» Romm; нар. 18 грудня 1919 — пом. 1 травня 1993) — німецький пілот-ас, оберлейтенант люфтваффе вермахту. Кавалер Лицарського хреста Залізного хреста.

## Біографія
В 1939 році вступив в люфтваффе. Після закінчення льотної школи в серпні 1942 року зарахований в 1-у ескадрилью 51-ї винищувальної ескадри. З вересня 1942 року брав участь в Німецько-радянській війні. Свою першу перемогу здобув 4 грудня 1941 року, збивши радянський Іл-2. 13 липня 1943 року збив 3 (18-20 перемоги), а 14 серпня — 5 радянських літаків (32-36 перемоги). З серпня 1943 по січень 1944 року служив інструктором в навчальній винищувальній групі «Схід», дислокованій у Франції. 5 лютого 1944 року збив 5 радянських літаків (71-76 перемоги). 1 червня 1944 року переведений в штаб 4-ї групи 3-ї винищувальної ескадри, дислокованої в Німеччині. З 7 липня 1944 року — командир 15-ї ескадрильї 3-ї винищувальної ескадри (з перервою від листопада 1944 по січень 1945). Потім над Західною Європою збив 8 чотиримоторних бомбардувальників В-17 і В-24 (в тому числі 3 В-24 27 вересня 1944 року під час одного вильоту). З 17 лютого 1945 року — командир 4-ї групи 3-ї винищувальної ескадри. 24 квітня 1945 року під час бойового вильоту в літака Ромма (FW.190A) відмовив двигун. Здійснивши вимушену посадку, він був тяжко поранений і до кінця війни перебував у шпиталі.
Всього за час бойових дій здійснив 283 бойові вильоти (з них 54 бомбардувальних) і збив 92 літаки, в тому числі 82 радянські (з них 34 Іл-2).
Після закінчення війни закінчив Вищий технічний училище, працював інженером на військових заводах.

## Нагороди
- Комбінований Знак Пілот-Спостерігач
- Авіаційна планка винищувача в золоті
- Залізний хрест 2-го і 1-го класу
- Німецький хрест в золоті (17 жовтня 1943)
- Почесний Кубок Люфтваффе (1 листопада 1943)
- Лицарський хрест Залізного хреста (29 лютого 1944) — за 53 перемоги.